# Dongxi, Qijiang
Dongxi är en köping i sydvästra Kina. Den ligger i stadsdistriktet Qijiang i storstadsområdet Chongqing, omkring 89 kilometer söder om det centrala stadsdistriktet Yuzhong. 